# Мануель Кастельяно Кастро
Мануель Кастельяно Кастро (нар. 27 березня 1989, Аспе, Іспанія) — іспанський футболіст, захисник футбольної команди «Ейбар» з однойменного міста.
Футболом почав займатися в юнацькій школі «Валенсії». З 2007 по 2010 роки грав за резервну команду «ФК Валенсія Месталья». 21 березня 2010 вперше з'явився як гравець основної команди у грі проти «Альмерії». 
18 липня 2013 року приєднався до «ФК Ейбар». 31 грудня 2014 уклав угоду з командою до 2017 року.

## Титули і досягнення
- Переможець Середземноморських ігор: 2009